# Masiakasaurus
Masiakasaurus é um dinossauro carnívoro que viveu no Cretáceo Superior, na idade Maastrichtiana, em Madagascar. Sua altura era de, aproximadamente, 1,8 m. Sua descoberta foi possível graças à existência de ossos cranianos e pós-cranianos fossilizados.
A espécie M. knopfleri integra a subordem dos terópodes, um grupo de dinos caracterizados pelo bipedalismo - locomoção sobre duas patas, as traseiras. Assim, as patas dianteiras desses animais costumavam ser utilizados para funções alheias à tradicional, servindo para a captura, dominação e abate de presas. Outra especificidade desses animais desse táxon é a presença de quatro dedos nos pés, de modo que, em geral, o peso é apoiado sobre três deles, enquanto o outro sequer toca o chão, já que é bastante pequeno. Pertencem também ao grupo dos terópodes: tiranossauro, velociraptor e todas as aves atuais.
É o único dinossauro conhecido com dentição inferior heterodonte, isto é, que tem dentes com formas e funções variadas fixados na mandíbula. Répteis, como os dinos em geral, costumam ter dentição homodonte (dentes idênticos em forma e utilidade, embora possam ter tamanhos distintos); ao contrário de mamíferos, os quais comumente apresentam dentes diversos quanto a esses critérios: incisivos, caninos, pré-molares e molares.